# Велфербит
Велфербит (њем. Wölferbütt) општина је у њемачкој савезној држави Тирингија. Једно је од 61 општинског средишта округа Вартбург. Према процјени из 2010. у општини је живјело 406 становника. Посједује регионалну шифру (AGS) 16063087.

## Географски и демографски подаци
Велфербит се налази у савезној држави Тирингија у округу Вартбург. Општина се налази на надморској висини од 400 метара. Површина општине износи 4,6 km². У самом мјесту је, према процјени из 2010. године, живјело 406 становника. Просјечна густина становништва износи 88 становника/km².

## Међународна сарадња
| Мјесто | Држава    | Врста сарадње | Од    |
| ------ | --------- | ------------- | ----- |
|        | Чешка     | партнерство   | 1993. |
|        | Француска | партнерство   | 1991. |
| Извор  |           |               |       |